# Legión Revolucionaria de São Paulo
La Legión Revolucionaria de São Paulo fue una organización política brasileña de orientación nacionalista creada  en la ciudad de São Paulo por Miguel Costa en apoyo a Getúlio Vargas poco después de la revolución de 1930. Su creación se dio dentro del proceso de creación de legiones revolucionarias en todos los estados de Brasil mediante los tenentistas. Fue el principal sustento de la interventoría de João Alberto Lins de Barros en el estado de São Paulo.
Fue desarticulada a inicios de 1932 y se transformó en el Partido Popular Paulista el mismo que se extinguió poco después de la Revolución Constitucionalista de 1932.